# Influència de l'Escola de Bolonya en el Règim Jurídic Català

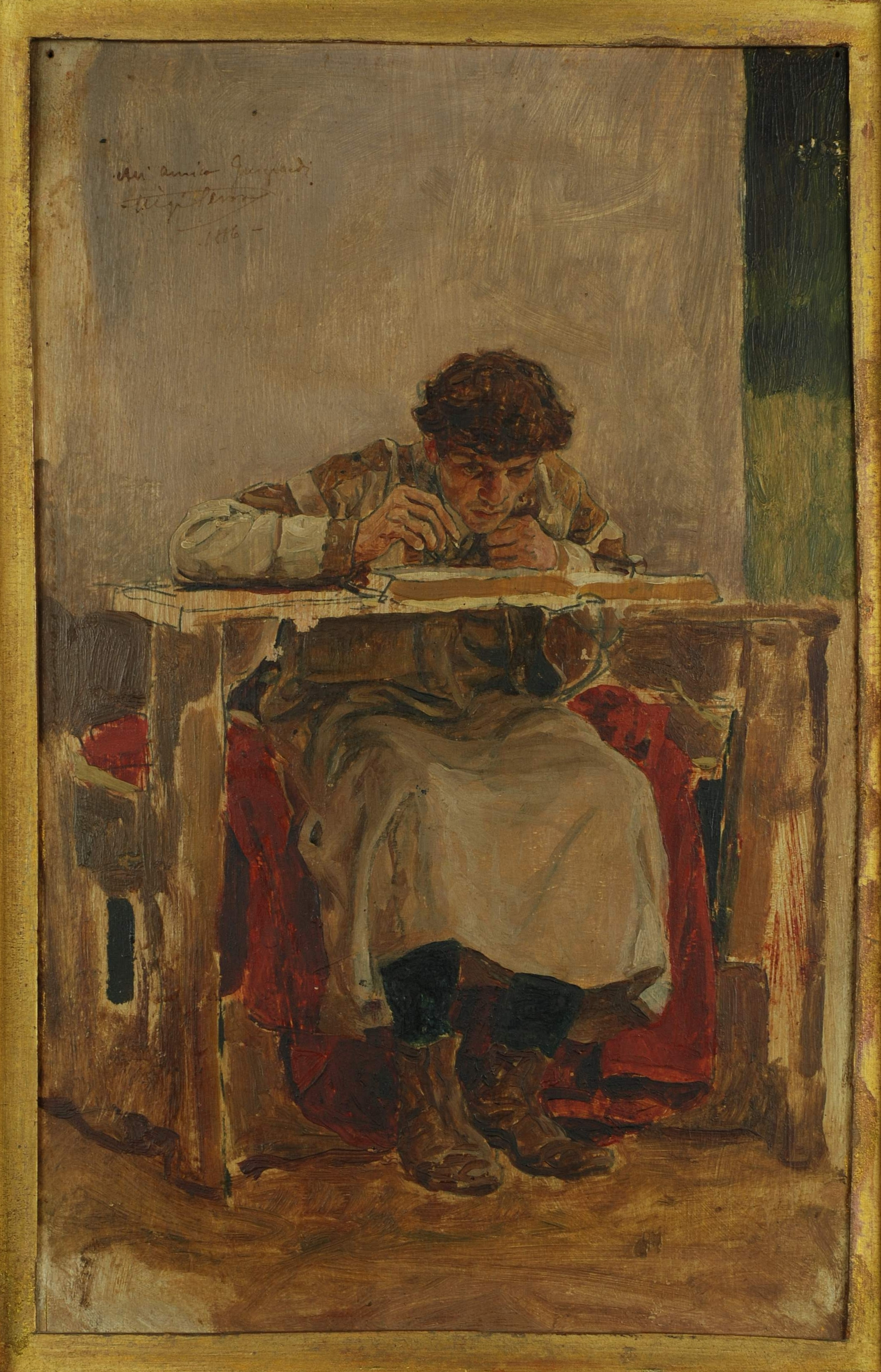
Irnerio que glosà les lleis antigues

A les darreries del segle XI, Irneri donà un prestigi extraordinari a l'ensenyament del Dret en la Universitat de Bolonya, i des d'aleshores anà en augment la preponderància bolonyesa en aquesta disciplina. El període més brillant de l'Estudi bolonyès va de principis del segle XII a mitjans del segle XIII. Els ensenyaments jurídics de l'Escola de Bolonya produïren, en el segle XII, una general renaixença del dret romà. I l'esperit i les disposicions d'aquest dret, obra cabdal del geni de Roma, van influir primerament sobre les doctrines dels homes de lleis i després sobre els cossos oficials de legislació en els diversos estats.

## Prestigi de la Universitat de Bolonya
Els juristes que havien estudiat a Bolonya, portaren als respectius països les doctrines que allí havien après. Això explica que en el segle XII hi hagués a Europa una progressiva tendència general de retorn al dret romà codificat per Justinià i modificat pels glossadors.
A Bolonya acudien estudiants de les diverses nacions, Des del principi del segle XIII l'afluencia d'estudiants catalans fou considerable, i les proves documentals del seu pas per aquella Escola apareixen en els arxius catalans. Alguns d'aquests estudiants resultaren tant eminents en la ciència jurídica, que al seu torn van ésser professors de l'Escola famosa.
Fou a les darreries del segle XII quan començà a fer-se sensible a Catalunya la influència del dret romà. Aquesta influència es féu sentir fortament dins la primera meitat del regnat de Jaume el Conqueridor.
L'extraordinària concurrència d'estudiants catalans a Bolonya en temps de Jaume I, revela que Catalunya estrebava en moments de veritable renovació i de general avenç en totes les branques de les arts i de la literatura.
Pere el Catòlic va iniciar la formació del dret civil propi i especial a Catalunya, per mitjà de disposicions dictades en les reunions de pau i treva, o donades per la seva autoritat personal, les quals disposicions tenen, a més del seu valor legislatiu, un valor històric, ja que evidenciaven la "recepció" del dret romà a Catalunya. En essència, els Usatges de Barcelona havien tingut per objecte la declaració de la supremacia del príncep, la regulació dels drets i deures dels vassalls i l'assenyalament de penes als delictes. En els usatges adventicis que en els segles XII i XIII van ésser successivament addicionats a la compilació primitiva, la influència del dret romà hi és ben palesa. També és remarcable la influència del codi de Justinià en diferents codis municipals catalans del temps dels primers comtes-reis, com les constitucions municipals de Lleida (1228), els Costums de Perpinyà, els de Tortosa (1279) i altres.
La marxa triomfal del dret romà és demostrada pel capítol de les Consuetudines Ilerdenses que declara, respecte Lleida, el quasi abandonament de les lleis godes i l'adopció de les lleis romanes. De l'escola jurídica passaren aquestes últimes als tribunals. I si bé en el segle XIV els clergues encara estaven en gran majoria entre els que freqüentaven, a més de les aules del dret canònic, les aules del dret civil, augmentà el nombre dels seglars juristes i, amb ell, la comunicació a la societat del dret après a les escoles.

## La reacció de Jaume I
La invasió del dret romà en perjudici de la tradició jurídica de Catalunya, representada principalment pels Usatges, provocà a Catalunya una reacció. Jaume I fou, almenys en aparença, un dels promotors del moviment d'hostilitat a la influència bolonyesa. I és curiós de remarcar que aquesta actitud de comte-rei no s'avé gaire amb el fet que alguns dels seus principals consellers estaven imbuïts dels ensenyaments de l'Estudi de Bolonya. Miret i Sans insinua que a causa d'ésser els consellers del Conqueridor homes formats científicament a Bolonya, els furs de València seguiren en bona part el codi de Justinià i tingueren en comte el Digest i la Instituta.
Disposà el monarca, en les Corts de Barcelona del mes de març del 1251, que en el plets hom no invoques lleis godes, ni romanes, ni canòniques, sinó únicament els Usatges o costums aprovats, i que en allò que aquests no bastessin hom fallés segons "seny natural". En les mateixes Corts es prohibí l'admissió d'advocats "legistes" en els plets seculars; ací "legistes" vol dir els civilistes sortits de les escoles de Bolonya i Montpeller, els quals tenien per única norma les lleis de Roma. Aquesta prohibició equivalia a tancar les portes del fòrum al dret roma.
S'ha atribuït aquestes disposicions a la formació espiritual del monarca, ànima primitiva forjada militarment, hostil a les formes i als refinaments, a la ciència i a la cultura clàssiques. S'ha suposat que els instints i les inclinacions personals del comte-rei tingueren una part important en la reacció jurídica antiromana. Tanmateix és dificilíssim d'esbrinar els mòbils a què obeí Jaume I en dictar les seves disposicions sobre l'aplicació del dret romà. Paradoxalment s'ha insinuat la sospita que les constitucions del 1251 van ésser "un mitjà hàbil d'introducció per via indirecta del dret romà com a llei de Catalunya".
Cal remarcar que, en les esferes judicials, algunes de les disposicions contra la invasió de les lleis romanes no van tenir eficàcia. El dret romà seguí avançant i imposant-se en el terreny civil. Més observada fou la prohibició del dret god, del qual, però, van romandre algunes institucions.

## Les innovacions en el procediments judicials
Són notables, o almenys curioses, algunes innovacions que Jaume el Conqueridor va introduir en els procediments judicials.
Una d'aquestes innovacions és la que mana que els advocats no cobrin els honoraris fins que sigui llest el plet, a fi d'evitar que no l'allarguessin massa.

En la seva animadversió a la llengua llatina, Jaume I disposà, en l'any 1264, que a València --terra de conquista sobre la qual el monarca manava més lliurement-- els advocats i legistes no presentessin els escrits judicials en llatí; que els plets fossin tots verbals, i que no quedés sinó un sumari escrit en la llengua popular, i de cap manera en llatí, als llibres de la cúria. L'historiador Pella i Forgas dona el següent extracte de la disposició al·ludida:
"En substància diu (Jaume I) que havia donat una constitució manant que no s'advoqués en llatí sinó en romans o llengua vulgar en la ciutat de València i tot son regne: que aquesta constitució no s'observà per tant ara ordenava que no s'escrivís ni en llatí ni en romans. sinó que la demanda i la resposta fossin verbals i de pla i que el que les parts litigants diguin, que s'escrigui en romans en el llibre de la Cort, i prohibeix al·legar lleis canòniques i romanes, mes tant sols els usos i els drets locals, sota pena de cent sous".
<<nec Justicie aliquis Regni predicti non admitant de inde lebellum aliquo in latino nec in romancio, set Justicie et judices scribant vel scribi faciant querelam petentis it responsionem defendentis... et ea omnia ponant et scribant in romancio in libro Curie...>>
Aquesta ordre la signà estant a la vila de Calataiut, a 4 de juny del 1264.

És remarcable el document atorgat pel Conqueridor als 12 d'octubre del 1260, on disposa que un fill adulterí, Pere d'Oló, pugui heretar del seu pare i la seva mare, puix que, diu, la culpa del adulterí no és del fill que naix, sinó dels que li donaren la vida:
<<Quoniam nasci de adulterio non est eius culpa qui nascitur set illius qui generat>>
 Als 28 de desembre del dit any, a València, donà així mateix llicència a Ximèn i Nicolasa, fills adulterins de N'Anglesa d'Òdena, per a succeir en els béns paterns i en els materns, malgrat del que sobre aquesta matèria disposaven els furs de València.
Hi ha autors, entre ells Pella i Forgas, que jutgen severament les reformes jurídiques de Jaume I, algunes de les quals, diuen, van ésser contraproduents. Aquest historiador troba que en això surt l'esperit simplista i primitiu d'aquell comte-rei. "militar i cavaller", que quan "se sent reformista dicta lleis inversemblants..."

## Els tribunals, els jutges i els jurisconsults
Brillaren en aquest període eminents juristes catalans, i la ciència jurídica féu ací notables progressos.
Cap a les darreries del segle XII o començos del XIII, Ramon de Caldes, degà de la catedral de Barcelona, féu una compilació coneguda amb el nom de Llibre dels feus, que era un recull de tractats de pau, convenis i testaments de monarques. D'aquesta col·lecció se'n conserva una part.
En l'any 1213 hi havia a Bolonya un professor de la Universitat anomenat Ponç, natural de Lleida. Se'n conserven alguns manuscrits relatius a lArbor actionum de Giovanni Bassiano. Així ho diu Savigny amb referència a Sarto. Consigna Savigny que el mateix Ponç, a l'acabament del seu treball, subscriu en aquesta forma: Pontius de Ilerda, Bononiae residens, sacrarum leges interpres.
Pere Albert, canonge de Barcelona, fou l'autor de la compilació anomenada "Commemoracions". Una altra obra de Pere Albert és Stylus curiae archiepiscopatus Tarraconensis tam intemporalibus quam in spiritualibus. Amb Cabanilles i altres, Pere Albert concretà algunes de les "Consuetudines" de Girona incloses en la primera recopilació.
Vidal de Canyelles, anomenat el Tribonià de la Corona d'Aragó, va ésser comentarista dels Usatges, compilador de les lleis aragoneses i redactor principal dels furs de València (any 1238). En l'any 1236 fou elegit bisbe d'Osca. Escriví el llibre In Excelsis Dei Thesauris, anomenat així dels mots amb què comença. Vidal de Canyelles era fill de Barcelona, o almenys s'hi crià; Alguns diuen que era fill del poble de Canyelles, però sembla que en dir això no es guiaren sinó pel nom; molts altres indicis fan creure igualment que era barceloní. Fou pre4vost de la catedral de Barcelona.
Guillem Botet, advocat i cònsol lleidatà, va ésser el compilador del codi de costums locals Consuetudines Ilerdenses. La fama de Botet com a jurista s'estengué per tots els indrets de Catalunya.
Però el més famós jurista català del període al que ens referim en aquest article, va ésser Sant Ramon de Penyafort, que personificà les relacions científico-juridiques entre Catalunya i Itàlia.